# Klemen Šturm
Klemen Šturm, slovenski nogometaš, * 27. junij 1994.
Šturm je profesionalni nogometaš, ki igra na položaju branilca. Od leta 2023 je član bosansko-hercegovskega kluba Velež Mostar. Pred tem je igral za slovenske klube Triglav Kranj, Krško in Muro ter izraelski Hapoel Hadera. Skupno je v prvi slovenski ligi odigral 231 tekem in dosegel štiri gole. Z Muro je osvojil slovenski pokal leta 2020 in naslov slovenskega državnega prvaka v sezoni 2020/21. Bil je tudi član slovenske reprezentance do 16, 17 in 19 let ter reprezentance B.